# 基埃蓋瓜區
基埃蓋瓜區是非洲中部國家烏干達的111個區之一，由西部區負責管轄，首府是基埃蓋瓜，海拔高度1,400米，距離波特爾堡約110公里，2002年人口估計為110,900。

## 外部連結
- Kyegegwa District Information Portal

00°29′N 31°03′E / 0.483°N 31.050°E